# Daler Mehndi
Cette page contient des caractères d'alphasyllabaires indiens. En cas de problème, consultez Aide:Unicode.
Daler Mehndi (Punjabi : ਦਲੇਰ ਮਹਿੰਦੀ, dalēr mahindī), né le 18 août 1967 à Patna, est un chanteur pop bhangra indien. Il a atteint une certaine notoriété internationale grâce à la diffusion sur Internet d'un clip qui est devenu un phénomène internet : Tunak Tunak Tun. Il chante aussi dans divers films de Bollywood.

## Vie privée
Daler Mehndi a commencé à chanter dès l'âge de 6 ans. Il a appris à jouer du Tablâ. Il a habité à San Francisco où il est devenu chauffeur de taxi. Il écoutait quotidiennement la musique grâce à la radio de sa voiture. Après avoir raffiné sa voix, il est devenu l'un des plus grands chanteurs Bollywoodiens. Il a plusieurs frères dont Mika Singh. C'est un sikh. Il fait partie de l'association écologique Greenpeace pour laquelle il fait plusieurs dons caritatifs. Il a également fait quelques dons à d'autres associations pour les catastrophes naturelles.
En 2018, il est condamné à deux ans de prison pour trafic de migrants.

## Phénomène Tunak Tunak Tun
En 1998, Mehndi sort l'album Tunak Tunak Tun, une chanson d'amour. Le clip, mettant en scène Daler Mehndi lui-même cloné en quatre grâce à la technique de l'écran bleu (qu'il est le premier à utiliser en Inde) portant des costumes de couleur, a beaucoup de succès dans le monde et fait l'œuvre de plusieurs parodies. 
En 2005, sa danse, très originale, a été utilisée par la société Blizzard Entertainment afin de l'attribuer aux personnages hommes de race Draeneï à l'occasion de la sortie de l'extension World of Warcraft: The Burning Crusade.

## Discographie
- 1995 : Bolo Ta Ra Ra
- 1996 : Dardi Rab Rab
- 1997 : Ho Jayegi Balle Balle
- 1998 : Tunak Tunak Tun
- 2000 : Ek Dana
- 2002 : Nach Ni Shaam Kaure
- 2003 : Mo Jaan Laen Do
- 2004 : Shaa Ra Ra Ra
- 2011 : Tunak Tunak Tumba